# Qait Bay
Pour les articles homonymes, voir Sayf ad-Dîn.

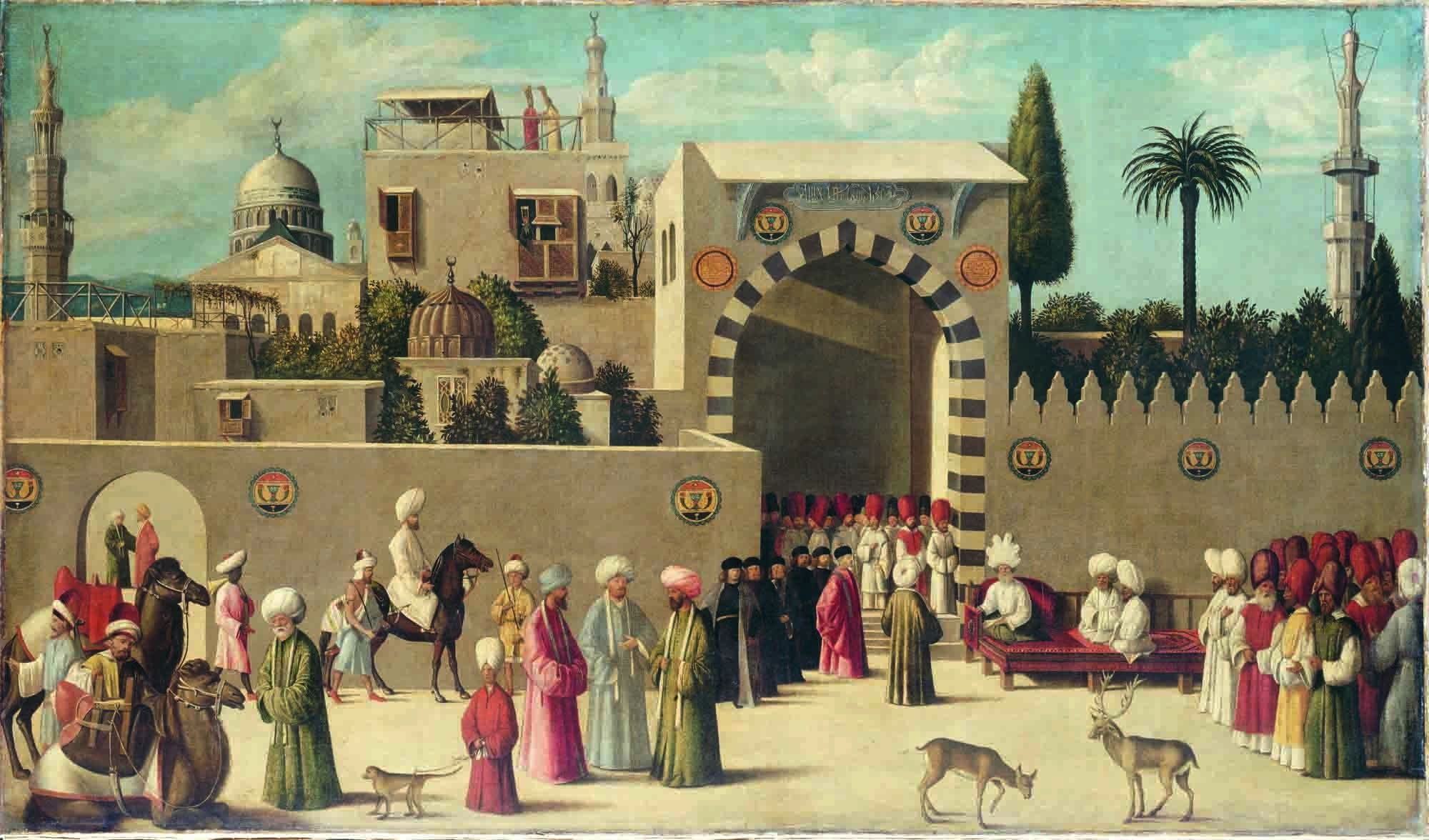
Réception des ambassadeurs de Venise à Damas. Le mur d'enceinte porte les armoiries de Qaitbay (Œuvre d’un peintre orientaliste vénitien anonyme, 1511, Le Louvre).

Al-Achraf Sayf ad-Dîn Qa’it Bay (né entre 1416 et 1418, mort le 8 août 1496) fut sultan mamelouk burjites d'Égypte de 1468 à 1496. C'est le règne le plus long pour un sultan mamelouk de la tour. Ce long règne lui a permis de stabiliser l’économie et de consolider les frontières avec l’empire ottoman au nord du sultanat. Son souvenir reste celui d’un grand bâtisseur : Il a laissé son empreinte dans l’architecture de La Mecque, Médine, Jérusalem, Damas, Alep, Alexandrie, et dans tous les quartiers du Caire.

## Biographie
Il nait en Circassie entre 1416 et 1418. Son adresse au tir à l'arc et en équitation attire l'attention d'un marchand d'esclaves 
qui l'achète et l'amène au Caire. Qaitbay a alors un peu plus de vingt ans. Il est rapidement acheté par le sultan Al-Achraf Sayf ad-Dîn Barsbay. Il devient membre de sa garde. Il est affranchi par le sultan Jaqmaq. Qaitbay est promu par le sultan burjite Khuchqadam et devient commandant d'une troupe de mille Mamelouks. Après la mort de Khuchqadam, le 10 octobre 1467, le pouvoir des mamelouks devient instable. Pendant cette période Qaitbay est en exil à Jérusalem en compagnie de son futur secrétaire (dawādār) Yashbak min Mahdi. Le fils de Khuchqadam règne moins d’un mois. Son successeur, Az-Zâhir Timurbugha ar-Rumi qui ne règne que deux mois nomme Qaitbay commandant en chef de l’armée mamelouke,. Pendant cette période, Qaitbay accumule de grandes richesses qui lui permettront de soutenir des œuvres de bienfaisance sans avoir à puiser dans le trésor royal.

### Arrivée au pouvoir
Timurbugha est détrôné par une révolution de palais le 30 janvier 1468. Qaitbay apparaît être un candidat de compromis pour lui succéder, il monte sur le trône le lendemain. Il autorise Timurbugha à se retirer honorablement sans le contraindre à l’exil comme d’habitude pour les souverains déposés. En revanche, il contraint à l’exil les auteurs du coup d’État et crée un nouveau conseil du royaume formé de ses proches et d’anciens courtisans évincés par ses prédécesseurs. Deux d’entr’eux sont nommés aux plus hautes fonctions : Yashbak min Mahdi comme secrétaire (dawādār) et Azbak min Tutkh comme atabeg, Bien que rivaux, ils restent tous les deux les plus proches conseillers de Qaitbay jusqu’à la fin de leurs carrières. Ils rivalisent dans la construction de quartiers résidentiels aux environs du Caire que Qaitbay aime visiter. De manière générale Qaitbay nomme deux adversaires dans des postes équivalents, de sorte qu’il peut arbitrer leur rivalité et imposer ses propres vues.

### Début du règne
Le premier défi que Qaitbay doit surmonter est l’insurrection de Shah Suwar (Şehsuvar ou Siwar). Celui-ci est à la tête de la petite dynastie des Dulkadirides (Dulkadiroğlu) Turkmène dans le sud-est de l’Anatolie.
En 1465, pendant le règne de Timurbugha, le bey Melik Arslan a été assassiné par son frère Şahbudak qui a le soutien des Mamelouks. En 1467, Şahbudak est évincé par son autre frère Shah Suwar qui a pour lui le soutien de Mehmet II Fatih. Une première campagne menée par Azbak en 1469, est un échec. Suwar en profite même pour tenter d’envahir la Syrie. Une deuxième expédition est menée par Azbak la même année est un nouvel échec. En 1471, une troisième expédition est menée cette fois par Yashbak. Ce dernier va utiliser l’artillerie au cours des sièges. Les Ottomans n’étant pas directement impliqués, Suwar n’a pas d’artillerie à lui opposer, il ne possède que deux canons qu’il n'a pas l’occasion d'utiliser. Yashbak parvient à mettre les armées de Suwar en déroute. En août 1472, Suwar est pris et ramené au Caire. Le prisonnier est écartelé et ses restes sont suspendus sur la porte Zuwayla au Caire. Şahbudak reprend le trône dont il a été écarté en 1467. En 1480, il est renversé à l’instigation de Mehmed II.

### Consolidation

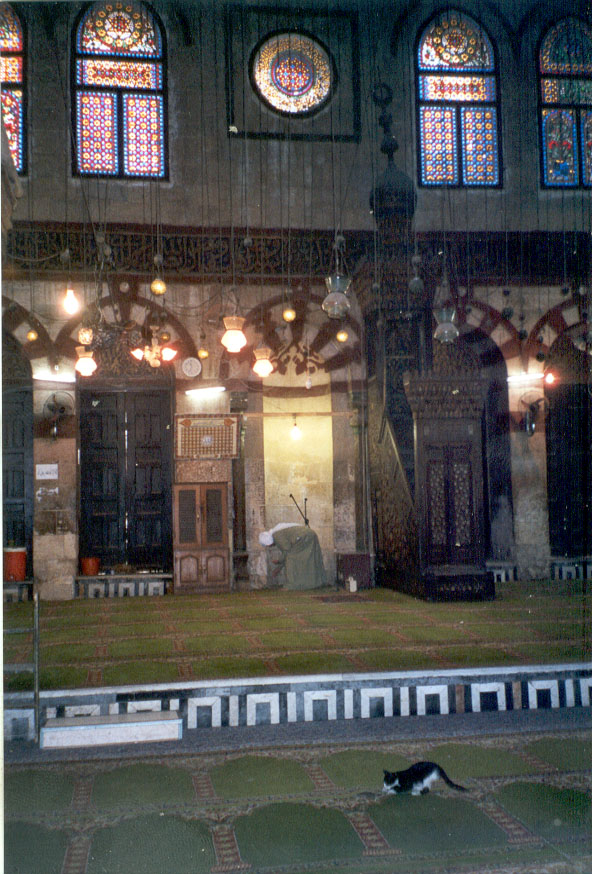
Le Caire. Dans la mosquée du sultan Al-Achraf Sayf ad-Dîn Qaitbay (1474)

Après la défaite de Shah Suwar, Qaitbay se débarrasse des factions restantes. Il achète ses propres mamelouks et les installe dans toutes les instances du pouvoir. Il sort fréquemment et ostensiblement hors de la citadelle du Caire avec une garde réduite pour montrer sa confiance dans ses sujets et ses subordonnés. Il traverse tout son royaume. Il visite entre autres Damas, Alexandrie, et Alep. Il surveille la réalisation de ses nombreux projets de constructions.
En 1472, il fait le pèlerinage à la Mecque. Il est frappé de la pauvreté des habitants de Médine et consacre une part importante de sa fortune personnelle à l’amélioration de leurs conditions de vie. C’est à travers de telles actions que Qaitbay s’est fait une réputation de piété, de charité et de son assurance royale.
En 1480, Yashbak mène une armée contre la dynastie des Ak Koyunlu au nord de la Mésopotamie. Il subit une défaite lors de l’attaque de la ville d’Urfa. Il est fait prisonnier et exécuté. Cet événement préfigure le long affrontement militaire avec le considérablement plus puissant empire ottoman. En 1485, les armées ottomanes débutent une campagne le long de la frontière avec l’État mamelouk. Une armée est levée au Caire. Elle part affronter les ottomans. En 1487, cette troupe mamelouke remporte une victoire surprise près d’Adana. La trêve qui suit est très brève puisque l’année suivante les Ottomans reprennent Adana, mais ils sont une fois de plus vaincus par une très puissante armée mamelouke. Finalement une trêve est conclue en 1491. Elle va durer jusqu’à la fin des règnes de Qaitbay et du sultan ottoman Bayezid II. Cette capacité de Qaitbay, de pouvoir contraindre à la paix, la plus grande puissance militaire du monde musulman, renforce son prestige dans son royaume comme à l’extérieur.
Qaitbay encourage les échanges commerciaux avec les européens. En 1486, il reçoit une délégation envoyée par Laurent de Médicis. En  retour, Qaitbay envoie à Florence une girafe connue sous le nom de « girafe des Médicis ».

### Dernières années
La fin du règne de Qaitbay est marquée par une agitation croissante des troupes et un déclin de sa santé. Il fait une chute de cheval qui le laisse plusieurs jours dans le coma. Nombre de ses hommes de confiance décèdent et sont remplacés par des ambitieux moins scrupuleux. Il s’ensuit une période d’intrigues de palais.
En 1492, une épidémie de peste particulièrement virulente, sévit au Caire. Elle aurait fait 200 000 victimes, et jusqu’à 12 000 en une seule journée. Les mamelouks sont plus nombreux à être atteints que la population locale qui jouit sans doute d’une meilleure immunité. La santé de Qaitbay s’est dégradée. Sa cour, profite de sa faiblesse pour se diviser en factions rivales. En 1495, le vieil atabeg Azbak, s'allie à l'une de ces factions. Un coup d'État échoue, Azbak doit s'exiler dans le Hedjaz.
Qaitbay meurt le 8 aout 1496. Il est enterré dans le mausolée attenant à sa mosquée qu’il a fait construire dans le cimetière nord du Caire. Son fils An-Nâsir Muhammad lui succède alors.

## Héritage

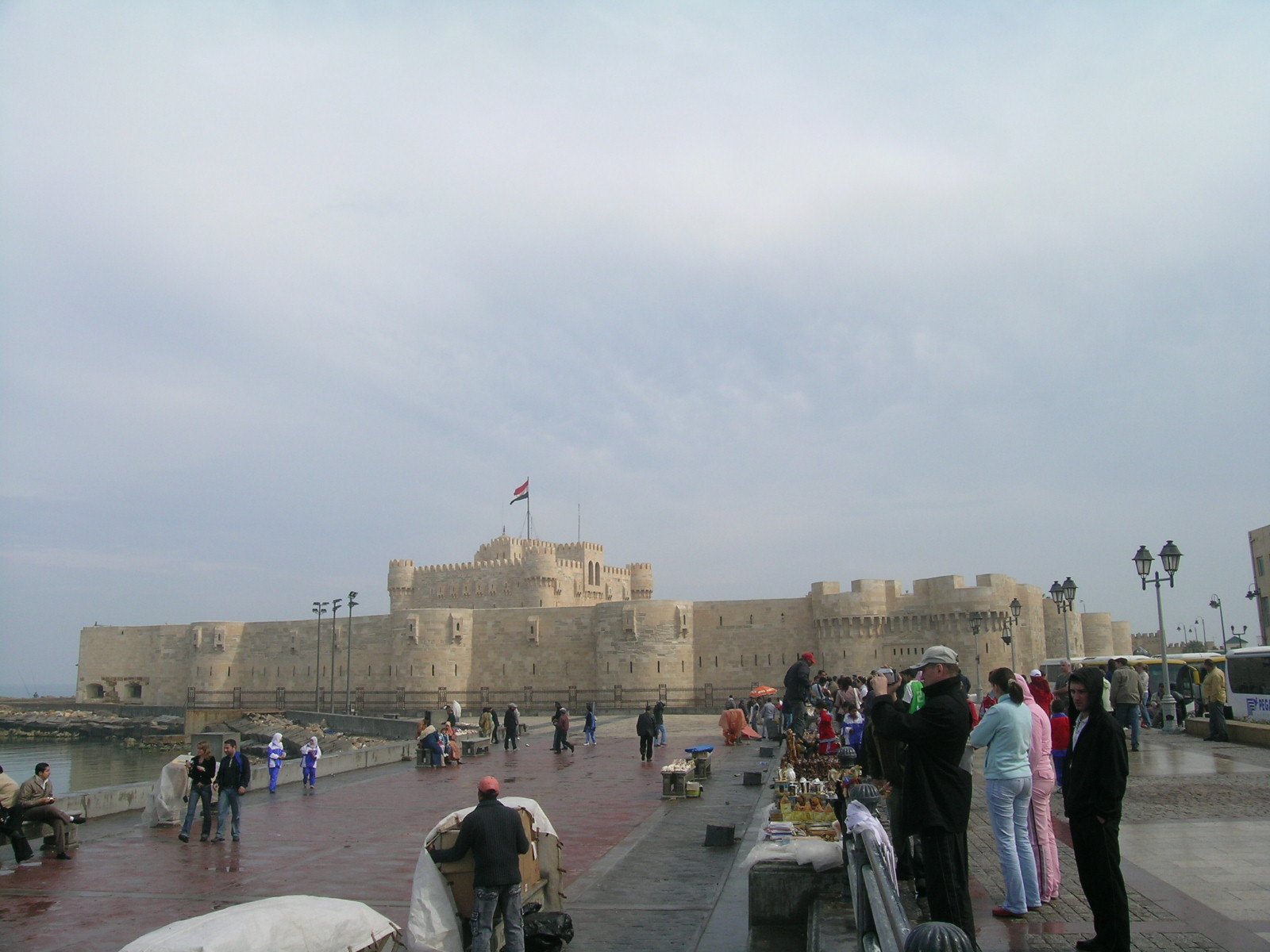
Fort Qaitbay construit sur l’emplacement du phare d’Alexandrie.

Le règne de Qaitbay est habituellement considéré comme l’heureux apogée de la dynastie des mamelouks burgites. C’est une période de stabilité politique, de succès militaires, et de prospérité sans comparaison. Les contemporains de Qaitbay l’admiraient en tant que défenseur des valeurs traditionnelles des mamelouks. Dans le même temps on l’a critiqué pour son conservatisme et l’absence d’innovations pour faire face aux nouveaux défis. Après la mort de Qaitbay, l’État mamelouk va subir une période de cinq années d’instabilité et de régression jusqu’à l’accession au trône d’Al-Achraf Qânsûh Al-Ghûrî
Actuellement, Qaitbay est sans doute mieux connu par l’ampleur de son œuvre architecturale. D’après les sources contemporaines, au moins 230 monuments dont beaucoup existent encore sont associés à son nom. En Égypte, on trouve des bâtiments dus à Qaitbay dans tout Le Caire, ainsi qu’à Alexandrie et à Rosette. Au Caire le palais de Bayt Al-Razzaz, l’une de ces constructions, fait l’objet d’un programme de restauration. En Syrie, il soutient des projets à Alep et Damas. Il est aussi responsable de la construction de madrasas qui existent encore à Jérusalem et Gaza. Dans la péninsule arabe, Qaitbay aide à la restauration de mosquées et à la construction de madrasas, de fontaines, et hôtels à la Mecque et à Médine. Après un incendie en 1481, la mosquée du Prophète à Médine qui contient la tombe du Prophète, a été entièrement rénovée sous son égide.